# プランヘ石
プランヘ石(Plancheite)は、イノケイ酸塩鉱物の一つで、化学式は、Cu8Si8O22(OH)4•(H2O)である。プランチェアイト、プランシュ石とも呼ばれる。シャッタカイトと構造や見た目がよく似ていて、しばしば混同される。

## 構造
プランヘ石は、イノケイ酸塩で、c結晶軸と並行な二酸化ケイ素三角錐の二本鎖からなっている。針状または繊維状の結晶が放射状に並ぶ塊か、鎖に平行な繊維状の結晶として生成する;。または、小さな平板状の結晶としても生じる。結晶系は、直方晶系の中で最も対称性の高いm m m (2/m 2/m 2/m)である。

## 性質
色は淡いターコイズブルーで、条痕は淡青色、光沢は金剛光沢から絹糸光沢である。硬度は、5.5から6で、長石に近い。比重は3.6から3.8である。光学的には複屈折(+)であり、屈折率は1.64から1.74の間で、多色性を示す。

## 環境
プランヘ石は二次鉱物であり、銅鉱床のゴッサン（酸化帯）で、他の銅鉱物である珪孔雀石、翠銅鉱、孔雀石、コニカルコ石、黒銅鉱等とともに産出する。メキシコのMilpillas鉱山では、主に孔雀石とともに産出する。タイプ産地は、コンゴ共和国プール県のミンドゥリのSanda鉱山である。

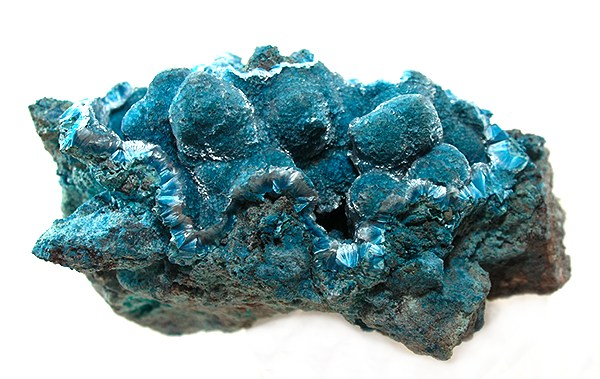
コンゴ民主共和国カタンガ州コルヴェジで産出したプランヘ石。大きさ：5.9 x 3.2 x 2.6 cm